# Aaliyah Butler
Pour les articles homonymes, voir Butler.
Aaliyah Butler, née le 5 novembre 2003 à Fort Lauderdale, est une athlète américaine spécialiste des épreuves de sprint.

## Biographie
Détentrice d'un record personnel à 51 s 32 en début de saison 2024, elle réalise le temps de 50 s 05 en avril 2024 à Gainesville, puis descend pour la première fois de sa carrière sous les 50 secondes en mai 2024, toujours à Gainesville, en 49 s 79. Elle se classe deuxième des sélections olympiques américaines, fin juin, en portant son record personnel à 49 s 71.

## Palmarès
| Date | Compétition     | Lieu  | Place | Course    | Temps                   |
| ---- | --------------- | ----- | ----- | --------- | ----------------------- |
| 2024 | Jeux olympiques | Paris | 1re   | 4 × 400 m | Participation au séries |

## Records
| Épreuve | Marque  | Lieu   | Date         |
| ------- | ------- | ------ | ------------ |
| 400 m   | 49 s 71 | Eugene | 23 juin 2024 |